# アル・ヒラル
アル・ヒラル（アラビア語: نادي الهلال السعودي）は、サウジアラビア・リヤドのサウジ・プロリーグに加盟するプロサッカークラブ。

## 概要
1957年にアル・シャバブから分離する形で設立された。チーム名の「ヒラル」はアラビア語で「三日月」の意。サウジ・プロフェッショナルリーグ最多となる通算19回の優勝を誇り、国際舞台においてもAFCチャンピオンズリーグエリートで大会最多となる4回のアジア王者に輝くなど、国内外で数多くのタイトルを獲得している。FIFAクラブワールドカップ（当時7クラブ参加）では、2022年大会で準優勝の成績を収めている。
近年はライバルチームであるアル・イテハドやアル・ナスルに度々タイトルを奪われる事があるものの、人気の面では本拠のリヤドのみならず、サウジ全土に多数のファンを有する国内随一の人気クラブである。同じく全国区の人気を誇るアル・ナスルとの対戦は、リヤド・ダービーとして熱狂的な盛り上がりを見せる。アジアの舞台では浦和レッズと3度、AFCチャンピオンズリーグ決勝で対峙しており（1勝2敗）ライバル意識が高まっている。
2009年9月には、IFFHSから『20世紀のベストアジアクラブ』を受賞した。2023年6月、パブリック・インベストメント・ファンドがクラブの75%の株式を取得した。同年8月15日、パリ・サンジェルマンからブラジル代表のネイマールを獲得した。
2025年6月にアメリカで開催の新方式のFIFAクラブワールドカップ2025では2021年大会優勝チームとして出場し、グループステージでは初戦で優勝候補の格上レアル・マドリードと対戦し1-1で引き分けると、第2戦でレッドブル・ザルツブルクにも0-0で引き分け、第3戦でパチューカに2-0で勝利し、グループH・2位となりこの大会でアジア勢および欧州・南米以外の大陸のチームで唯一のノックアウトステージ進出を決める。ラウンド16ではマンチェスター・シティに打ち合いの末、延長戦で4-3で勝利し番狂わせを起こした。なお、この勝利はFIFAクラブワールドカップにおいて旧式の大会から数えて、アジア勢における欧州勢からの初勝利となった。

## ホームスタジアム

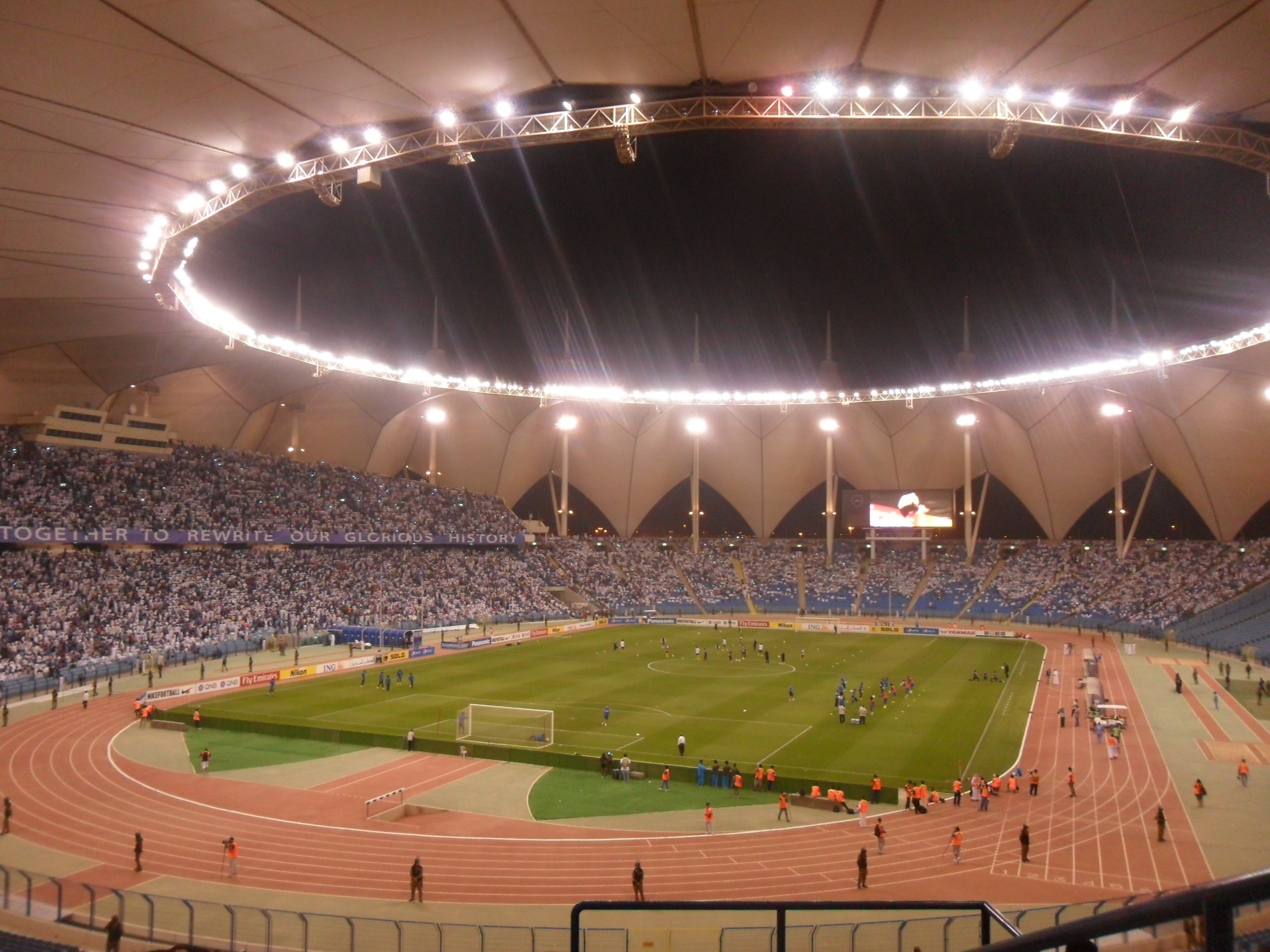
キング・ファハド国際スタジアム

現在のホームスタジアムはサウジアラビアの首都リヤドにある、キング・ファハド国際スタジアム。陸上競技場であり、球技場としても使用される。総敷地面積は50万平方メートル。1987年に建設され、収容人数は67,000人である。スタジアムはキング・ハーリド国際空港およびダンマーム高速道路と接続している。
このスタジアムの屋根は世界最大級であり、全シートを含む4万7千平方メートルを覆う。直径247メートルの周囲を24の柱が支えている。この屋根は強い日差しからシートと競技空間を守り、砂漠気候の中での快適な空間を作っている。また、1971年完成のプリンス・ファイサル・ビン・ファハド・スタジアムが補助的に使用される。

## タイトル

### 国内タイトル
- サウジ・プロフェッショナルリーグ：19回
  - 1976-77, 1978-79, 1984-85, 1985-86, 1987-88, 1989-90, 1995-96, 1997-98, 2001-02, 2004-05, 2007-08, 2009-10, 2010-11, 2016-17, 2017-18, 2019-20, 2020-21, 2021-22, 2023-24
- サウジ国王杯：11回
  - 1961, 1964, 1980, 1982, 1984, 1989, 2015, 2017, 2020, 2023, 2024
- サウジ・スーパーカップ：5回
  - 2015, 2018, 2021, 2023, 2024
- クラウンプリンスカップ：13回
  - 1963-64, 1994-95, 1999-00, 2002-03, 2004-05, 2005-06, 2007-08, 2008-09, 2009-10, 2010-11, 2011-12, 2012-13, 2015-16
- サウジ・フェデレーションカップ：8回
  - 1986-87, 1989-90, 1992-93, 1995-96, 1999-00, 2004-05, 2005-06, 2014-15
- サウジ・ファンダースカップ：1回
  - 2000

### 国際タイトル
- AFCチャンピオンズリーグ：4回 
  - 1992, 2000, 2019, 2021
- アジアカップウィナーズカップ：2回
  - 1996, 2002
- アジアスーパーカップ：2回
  - 1997, 2000
- アラブ・クラブ・チャンピオンズカップ：2回
  - 1994, 1995
- アラブ・カップウィナーズカップ：1回
  - 2000
- アラブ・スーパーカップ : 1回
  - 2001
- ガルフ・クラブ・チャンピオンズカップ : 2回
  - 1986, 1998
- サウジ・エジプトスーパーカップ：1回
  - 2001

## 過去の成績
- 1999-2000 サウジ・プレミアリーグ（5位）
- 2000-01 サウジ・プレミアリーグ（4位）
- 2001-02 サウジ・プレミアリーグ（優勝）
- 2002-03 サウジ・プレミアリーグ（5位）
- 2003-04 サウジ・プレミアリーグ（4位）
- 2004-05 サウジ・プレミアリーグ（優勝）
- 2005-06 サウジ・プレミアリーグ（2位）
- 2006-07 サウジ・プレミアリーグ（2位）
- 2007-08 サウジ・プレミアリーグ（優勝）
- 2008-09 サウジ・プロフェッショナルリーグ（2位）
- 2009-10 サウジ・プロフェッショナルリーグ（優勝）
- 2010-11 サウジ・プロフェッショナルリーグ（優勝）
- 2011-12 サウジ・プロフェッショナルリーグ（3位）
- 2012-13 サウジ・プロフェッショナルリーグ（2位）
- 2013-14 サウジ・プロフェッショナルリーグ（2位）
- 2014-15 サウジ・プロフェッショナルリーグ（3位）
- 2015-16 サウジ・プロフェッショナルリーグ（2位）
- 2016-17 サウジ・プロフェッショナルリーグ（優勝）
- 2017-18 サウジ・プロフェッショナルリーグ（優勝）
- 2018-19 サウジ・プロフェッショナルリーグ（2位）
- 2019-20 サウジ・プロフェッショナルリーグ（優勝）
- 2020-21 サウジ・プロフェッショナルリーグ（優勝）
- 2021-22 サウジ・プロフェッショナルリーグ（優勝）
- 2022-23 サウジ・プロフェッショナルリーグ（3位）
- 2023-24 サウジ・プロフェッショナルリーグ（優勝）
- 2024-25 サウジ・プロリーグ（2位）
- 2025-26 サウジ・プロリーグ

## 現所属メンバー
2023年9月13日現在
注：選手の国籍表記はFIFAの定めた代表資格ルールに基づく。
| No. | Pos. |                | 選手名                                 |
| --- | ---- | -------------- | -------------------------------------- |
| 1   | GK   | サウジアラビア | アブドゥラー・アル＝マイウフ           |
| 2   | DF   | サウジアラビア | モハメド・アル＝ブライク               |
| 3   | DF   | セネガル       | カリドゥ・クリバリ                     |
| 4   | DF   | サウジアラビア | ハリーファハ・アッ＝ドーサリー         |
| 5   | DF   | サウジアラビア | アリー・アール＝ブライヒー             |
| 7   | MF   | サウジアラビア | サルマーン・アル＝ファラジュ           |
| 8   | MF   | ポルトガル     | ルベン・ネヴェス                       |
| 9   | FW   | セルビア       | アレクサンダル・ミトロヴィッチ ★       |
| 11  | FW   | ブラジル       | レオナルド                             |
| 12  | DF   | サウジアラビア | ヤーセル・アッ＝シャハラーニー         |
| 14  | FW   | サウジアラビア | アブドッラー・アル＝ハムダーン         |
| 15  | MF   | ブラジル       | マテウス・ペレイラ                     |
| 16  | MF   | サウジアラビア | ナセル・アル＝ドーサリー               |
| 20  | DF   | ポルトガル     | ジョアン・カンセロ                     |
| 21  | GK   | サウジアラビア | ムハンマド・アル＝オワイス             |
| 22  | MF   | セルビア       | セルゲイ・ミリンコヴィッチ＝サヴィッチ |

| No. | Pos. |                | 選手名                         |
| --- | ---- | -------------- | ------------------------------ |
| 26  | MF   | サウジアラビア | アブドゥレラー・アル＝マルキ   |
| 28  | MF   | サウジアラビア | モハメド・カンノ               |
| 29  | MF   | サウジアラビア | サーレム・アッ＝ドーサリー     |
| 31  | GK   | サウジアラビア | ハビーブ・アル＝ウォタヤーン   |
| 32  | DF   | サウジアラビア | ムテーブ・アル＝ムファッリジュ |
| 37  | GK   | モロッコ       | ヤシン・ブヌ ()                |
| 43  | MF   | サウジアラビア | ムサーブ・アル＝ジュワーイル   |
| 49  | FW   | サウジアラビア | アブドッラー・ラディーフ       |
| 56  | DF   | サウジアラビア | ムハンマド・アル＝カフターニー |
| 57  | DF   | サウジアラビア | ナーセル・アル＝ハッドゥード   |
| 66  | DF   | サウジアラビア | サウード・アブドゥルハミド     |
| 67  | DF   | サウジアラビア | ムハンマド・アル＝ハイバーリー |
| 70  | DF   | サウジアラビア | ムハンマド・ジャフファリー     |
| 77  | FW   | ブラジル       | マウコム                       |
| 88  | DF   | サウジアラビア | ハマード・アル＝ヤーミー       |
| 96  | FW   | ブラジル       | ミシャエウ                     |

監督
- シモーネ・インザーギ

## 歴代監督
- マリオ・ザガロ 1976-1978, 2000-2001
- ラディスラオ・クバラ 1982-1986
- ジョエル・サンタナ 1987-1990
- ネルシーニョ 1993-1994
- ジョゼ・オスカー・ベルナルディ 1993-1995, 1997
- ヴィレム・ファン・ハネヘム 1995-1996
- ロリ・サンドリ 1999
- アンゲル・ヨルダネスク 1999-2000
- サフェト・スシッチ 2001-2002
- アルトゥール・ジョルジェ 2001-2002
- ア・デモス 2002-2004
- ジョゼ・ペセイロ 2006-2007
- トニーニョ・セレーゾ 2007
- マルコス・パケタ 2007
- コスミン・オラロイ 2007-2009
- エリック・ゲレツ 2009-2010
- ガブリエル・カルデロン 2010-2011
- トーマス・ドル 2011-2012
- イワン・ハシェック 2012
- アントワーヌ・コンブアレ 2012-2013
- サーミー・アル＝ジャービル 2013-2014
- ラウレンティウ・レゲカンプフ 2014-2016
- ラモン・ディアス 2016-2018
- ジョルジェ・ジェズス 2018-2019, 2023-2025
- ゾラン・マミッチ 2019
- ペリクレス・シャムスカ 2019
- ラズヴァン・ルチェスク 2019-2021
- ロジェリオ・ミカーレ 2021
- ジョゼ・モライス 2021
- レオナルド・ジャルディム 2021-2022
- ラモン・ディアス 2022-2023
- シモーネ・インザーギ 2025-

## 歴代所属選手

### GK
- モハメド・アル＝デアイエ 1999-2010
- ハーリド・シャラーヒーリー 2007-2017
- アブドッラー・アッ＝スデイリー 2010-2017

### DF
- アハメド・ドゥキ 1995-2005
- アブドッラー・アッ＝ズーリー 2006-2018
- ミレル・ラドイ 2009-2011
- 李榮杓 2009-2011
- 趙晟桓 2013-2014
- 郭泰輝 2013-2016
- アブドッラー・アル＝ハーフィズ 2013-2020
- ジゴン 2014-2016
- ミロシュ・デゲネク 2019
- 張賢秀 2019-2023

### MF
- ナワフ・アル＝テミヤト 1993-2008
- モハメド・アル＝シャルフーブ 1998-2020
- トゥーリオ 2001
- アンドレイ・カンチェルスキス 2003
- ジオヴァンニ 2006
- アブドゥルアズィーズ・アッ＝ドーサリー 2007-2018
- クリスティアン・ヴィルヘルムソン 2008-2012
- ナウワーフ・アル＝アービド 2008-2020
- チアゴ・ネーヴィス 2009-2011, 2013-2015
- ムハンマド・アル＝カルニー 2010-2017
- アディル・エルマシュ 2011-2014
- セグンド・カスティージョ 2013-2014
- サウード・カリーリー 2013-2016
- ファイセル・ダルウィッシュ 2014-2018
- カルロス・エドゥアルド 2015-2020
- アンドレ・カリージョ 2018-2023
- グスタボ・クエジャル 2019-2023
- マテウス・ペレイラ 2021-2024

### FW
- ロベルト・リベリーノ 1979-1982
- サーミー・アル＝ジャービル 1988-2008
- ベンチーニョ 1994
- バシャール・アブドゥッラー 1998-1999
- ロニー 2001
- ヤセル・アル＝カフタニ 2005-2018
- 薛琦鉉 2009
- サッド・アル＝ハリティ 2011-2013
- 兪炳守 2011-2013
- ユーセフ・アッ＝サーレム 2013-2016
- ナシル・アルシャムラニ 2013-2017
- アイウトン 2015-2016
- バフェティンビ・ゴミス 2018-2022
- セバスティアン・ジョヴィンコ 2019-2021
- ルシアーノ・ビエット 2020-2023
- ムサ・マレガ 2021-2023
- オディオン・イガロ 2022-2023
- ネイマール 2023-2025